# Greifswald International Students Festival
Das Greifswald International Students Festival (abgekürzt GrIStuF) findet seit 2002 in Greifswald statt. Es bildet einen bunten Rahmen zur Begegnung und Verständigung zwischen Menschen verschiedener Nationen, Kulturen und Religionen. Dabei setzen sich die Teilnehmenden unter anderem in Workshops, Vorträgen und Diskussionen mit dem jeweiligen Motto des Festivals auseinander. Darüber hinaus wird die Festivalzeit durch verschiedene, kulturelle Abendveranstaltungen abgerundet.
Das Festival wird vom dazu gegründeten GrIStuF e.V. durchgeführt und durch ehrenamtliche Arbeit von Studierenden der Universität Greifswald und weiteren Freiwilligen ermöglicht.
Es ist eines von zwei Festivals dieser Art in Deutschland und findet im Jahresturnus abwechselnd mit der International Student Week in Ilmenau statt. 2012 erhielt der GrIStuF e.V. den Kulturpreis des Landes Mecklenburg-Vorpommern. 

## Bisherige Festivals
- 2002: Our World - Our Choice (unter der Schirmherrschaft von Harald Ringstorff)
- 2005: Touch the world (unter der Schirmherrschaft von Hildegard Hamm-Brücher)
- 2006: Project U-Rope: Utopia or reality? (unter der Schirmherrschaft von Gesine Schwan)
- 2008: Mind a change? (unter der Schirmherrschaft von Jakob von Uexküll)
- 2010: Response-Ability (unter der Schirmherrschaft von Bärbel Bohley)
- 2012: FACE to FACE - paving the way for a non-violent society
- 2014: Lost in Consumption - Rethinking Economy
- 2016: Sea: The Future - Discovering the Ocean Current
- 2018: Beyond Borders - Where are Your Limits?